# La Iglesuela del Tiétar
|  | Aquest article tracta sobre el municipi de Toledo. Si cerqueu l municipi de Terol La Iglesuela del Cid, vegeu «L'Anglesola». |

La Iglesuela del Tiétar és un municipi d'Espanya pertanyent a la província de Toledo, a la comunitat autònoma de Castella la Manxa. Limita amb Casavieja al nord, i La Adrada a l'est, a la província d'Àvila, El Real de San Vicente i Almendral de la Cañada al sud, i Sartajada a l'oest, a la de Toledo.

## Demografia
| 1996 | 1998 | 1999 | 2000 | 2001 | 2002 | 2003 | 2004 | 2005 | 2006 |
| ---- | ---- | ---- | ---- | ---- | ---- | ---- | ---- | ---- | ---- |
| 474  | 459  | 450  | 435  | 427  | 427  | 415  | 427  | 419  | 411  |

## Administració
| Període      | Nom de l'alcalde/-essa  | Partit polític | Data de possessió |
| ------------ | ----------------------- | -------------- | ----------------- |
| 1979 - 1983  | Maximino Nieto Rubio    | UCD            | 19/04/1979        |
| 1983 - 1987  | Ángel Nieto Navas       | PSOE           | 28/05/1983        |
| 1987 - 1991  | Elías Buitrago Peñas    | PSOE           | 30/06/1987        |
| 1991 - 1995  | Luisa M. Peña Muñoz     | PP             | 15/06/1991        |
| 1995 - 1999  |                         |                | 17/06/1995        |
| 1999 - 2003  | Gregorio Buitrago Cañas | PP             | 03/07/1999        |
| 2003 - 2007  | Gregorio Buitrago Cañas | PP             | 14/06/2003        |
| 2007 - 2011  | Gregorio Buitrago Cañas | PP             | 16/06/2007        |
| 2011 - 2015  | n/d                     | n/d            | 11/06/2011        |
| 2015 - 2019  | n/d                     | n/d            | 13/06/2015        |
| 2019 - 2023  | n/d                     | n/d            | 15/06/2019        |
| Des del 2023 | n/d                     | n/d            | 17/06/2023        |